# Ieva Cederštrēma-Volfa
Ieva Cederštrēma-Volfa, née le 13 avril 1969 à Cēsis, est une biathlète lettonne.

## Biographie
Sapeur-pompier de profession, elle commnce à participer au circuit de la Coupe du monde à partir de la saison 1991-1992. En 1993, avec une douzième place à Lillehammer, elle inscrit ses premiers points dans cette compétition. En 1994, elle prend part aux Jeux olympiques de Lillehammer, où elle est 28e du sprint et 30e de l'individuel. Elle venait de signer son meilleur résultat dans la Coupe du monde avec une septième place à l'individuel d'Antholz.
Aux Jeux olympiques d'hiver de 1998, elle est 34e du sprint et 25e de l'individuel. Elle se retire du biathlon à l'issue de cette saison, manquant de motivation et mécontente de la direction à sa fédération.

## Palmarès

### Jeux olympiques d'hiver
| Épreuve / Édition                | Individuel | Sprint | Relais |
| Jeux olympiques 1994 Lillehammer | 30e        | 28e    | -      |
| Jeux olympiques 1998 Nagano      | 25e        | 34e    | -      |

### Coupe du monde
- Meilleur classement général : 35e en 1993.
- Meilleur résultat individuel : 7e.